# عباس العاملي
عباس العاملي (ازدهر 1294هـ/1877م) شاعر وأديب عربي.

## حياته
لد في مدينة النجف (جنوبي العراق)، ولم تحفظ المصادر سنة ميلاده، ولا سنة وفاته، ولا مكانها. عاش في النجف وبغداد، وإيران وبخارى. درس مقدمات علوم العربية واختلف على شعراء عصره، وكان محبًا للشعر والأدب فاستجابت مواهبه. ارتحل إلى بغداد فاتصلت مودته بشعرائها: حيدر الحلي، ومحمد سعيد الحبوبي، ومحمد حسن كبة، وخاضوا في فنون من الأدب والشعر وجرت بينهم مراسلات نثرًا وشعرًا، وتدل مراسلاتهم إلى المترجم له على ما كان له في نفوسهم من إجلال وتقدير. تذكر بعض ترجماته أنه نزح عن النجف مدة لخلاف بينه وبين أخويه، ثم عاد، وتذكر ترجمات أخرى أنه كان يتردد على أمراء جبل حلوان، وأنه توجه إلى بلاد إيران وأمضى فيها عدة سنوات، ثم ارتحل عنها إلى أطراف بخارى، وهناك انقطعت أخباره.

## شعره
عُرف شعره من مصدرين:
1. قصائد قليلة في كتاب «شعراء الغري».
2. أكثر القليل الباقي من شعره في مراسلة إخوانه، وله في المدح أيضًا، عبارته قوية وله جرأة على القوافي الصعبة، مثل الضاد والفاء.[5]

وهنا مطالع لبعض قصائده: